# Космос-1920
Космос-1920 је један од преко 2400 совјетских вјештачких сателита лансираних у оквиру програма Космос.
Космос-1920 је лансиран са космодрома Плесецк, СССР, 18. фебруара 1988. Ракета-носач Сојуз је поставила сателит у орбиту око планете Земље. Маса сателита при лансирању је износила 6300 килограма. Космос-1920 је био сателит намијењен за истраживање природних богатстава Земље.